# 片岡勇
片岡 勇（かたおか ゆう、1980年5月28日 - ）は日本の男子ボート選手（ローイング選手）。熊本県出身。
熊本学園大学付属高等学校、慶應義塾大学卒。明治安田生命所属。

## 成績
- 2005年世界ボート選手権 (岐阜県) 軽量級エイト2位
- 2006年世界ボート選手権 (イートン) 軽量級舵手無しクォドルプル20位
- 2007年世界ボート選手権 (ミュンヘン) 軽量級舵手無しペア7位
- 2007年世界ボート選手権 (リンツ) 軽量級舵手無しペア7位
- 2007年世界ボート選手権 (ポズナン) 軽量級舵手無しペア7位